# Wladimir Alexandrowitsch Serow

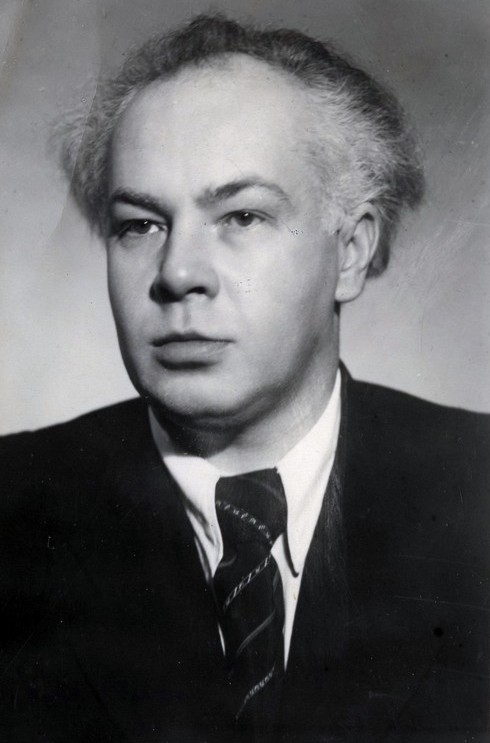
Vladimir Serov, Bild aus der Prawda vom 21. April 1948

Grabbüste Serows auf dem Nowodewitschi-Friedhof (Moskau)

Wladimir Alexandrowitsch Serow (auch: Vladimir Aleksandrovich Serov; russisch Владимир Александрович Серов; * 8. Julijul. / 21. Juli 1910greg. in Emmaus, heute Oblast Twer; † 19. Januar 1968 in Moskau) war ein sowjetischer Maler, Grafiker und Illustrator.

## Leben
Serow studierte am Leningrader Repin-Institut für Malerei, Bildhauerei und Architektur (LISchSA) (bis 1918 Kaiserliche Akademie der Künste, dann WChUTEMAS, WChUTEIN) mit Abschluss 1931 und anschließender Aspirantur bei Isaak Israilewitsch Brodski (bis 1933). Dann lehrte er am  LISchSA.
Während des Deutsch-Sowjetischen Kriegs blieb Serow im blockierten Leningrad und beteiligte sich als Präsident der Leningrader Künstlervereinigung an der Arbeit der Künstlergruppe Bojewoi Karandasch (kämpferischer Bleistift).
1942 trat Serow in die KPdSU ein. 1954 wurde Serow Vollmitglied der 1947 in Moskau gegründeten Akademie der Künste der UdSSR. 1958 wurde er Abgeordneter im Obersten Sowjet der RSFSR und 1961 Mitglied der Zentralen Revisionskommission der KPdSU. 1962 wurde er Präsident der Akademie der Künste der UdSSR.
Von 1963 bis 1968 war Serow korrespondierendes Mitglied der Deutschen Akademie der Künste in Berlin (Ost).

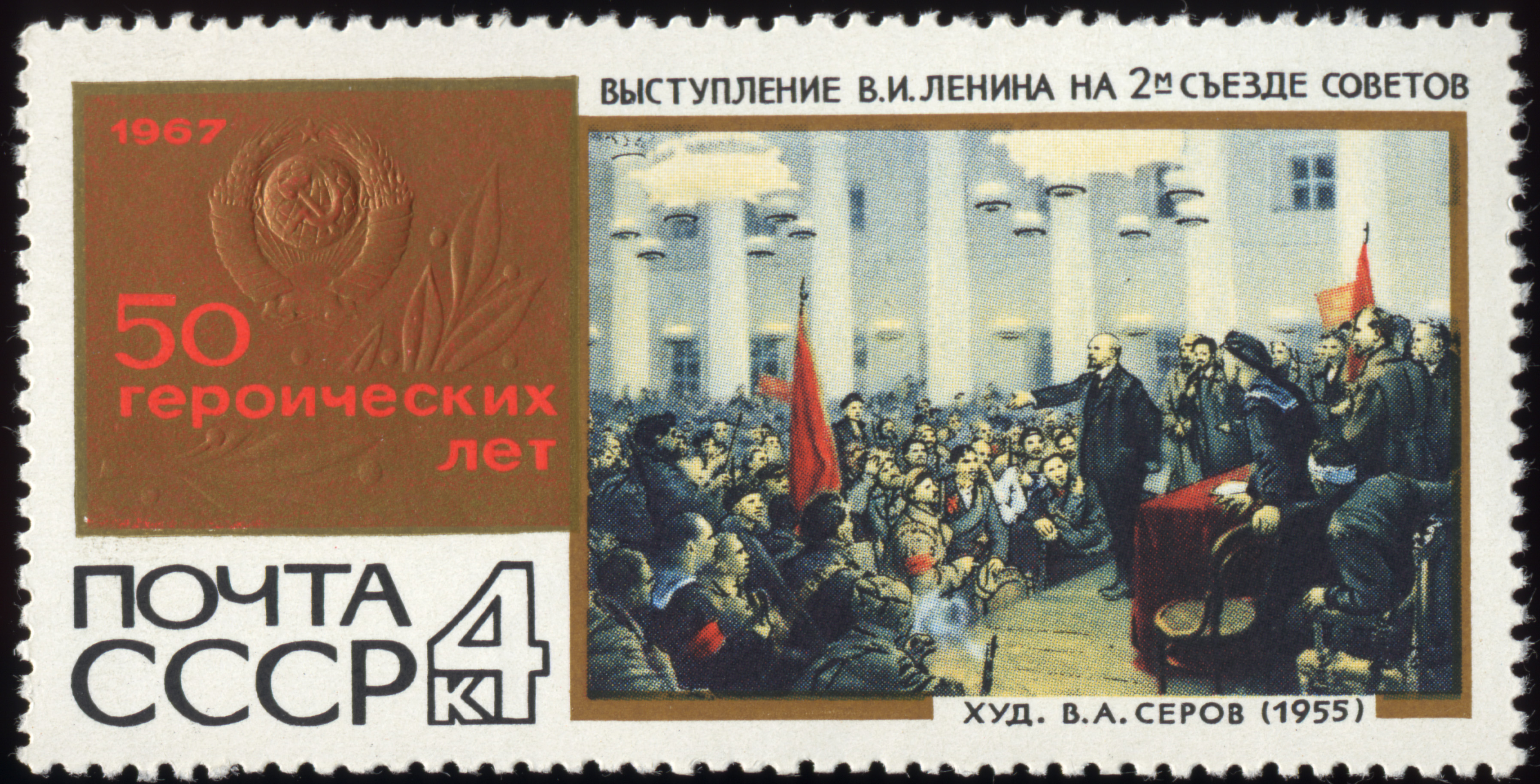
Lenins Ansprache beim Zweiten Allrussischen Sowjetkongress
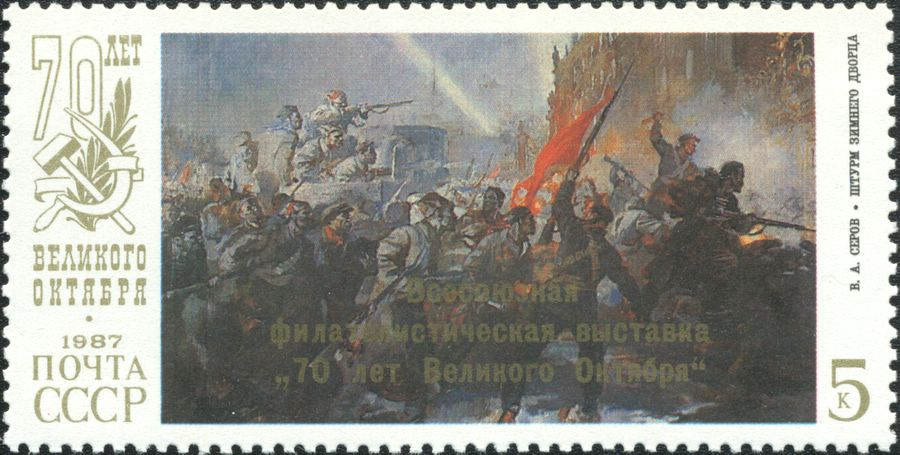
Sturm auf den Winterpalast

## Werke
- Sibirische Partisanen / Сибирские партизаны (1934, Brodski-Museum[3], Berdjansk)
- Über Judenitsch / На Юденича (1934, Staatliches zentrales Museum für zeitgenössische Geschichte Russlands, Moskau).
- Lenins Ankunft in Petrograd 1917 / Приезд В. И. Ленина в Петроград в 1917 году (1937). Das Bild wurde erfolgreich auf der größten Ausstellung jener Jahre – Die Industrie des Sozialismus (Индустрия социализма) – und auf der Pariser Weltausstellung von 1937 gezeigt.
- 24. Oktober 1917 / 24 октября 1917 года (19xx, Museum für Russische Kunst, Kiew).
- Tschapajews Stab / Штаб Чапаева (1938, Zentralmuseum der russischen Streitkräfte. Wurde im Rahmen der Ausstellung „20 Jahre Rote Armee“ (20 лет РККА) ausgestellt).
- Die Schlacht im Eis / Ледовое побоище (1942, Russisches Museum (?))
- Die letzte Patrone / Последний патрон (1942, Museum der Verteidigung von Leningrad[4])
- Baltische Landung / Балтийский десант (1942, Zentrales Marinemuseum, St. Petersburg)
- Alexander Newskis Einzug in Pskow / Въезд Александра Невского в Псков (1945, Staatliches Russisches Museum)
- Lenin proklamiert die Sowjetmacht / В. И. Ленин провозглашает Советскую власть (1947)[5], Russisches Museum, Variante (ohne das Bild von Josef Stalin) (1962, Staatliche Tretjakow-Galerie)
- W. I. Lenin im Gespräch mit einer Bauernabordnung / Ходоки у В. И. Ленина (1950, Zentrales Lenin-Museum[6], Moskau, heute Teil des Staatlichen Historischen Museums)
- Der Winterpalast ist eingenommen! / Зимний взят! (1954, Staatliche Tretjakow-Galerie)
- Lenins Ansprache beim Zweiten Allrussischen Sowjetkongress (1955)
- Warten auf das Signal (vor dem Sturm) / Ждут сигнала (Перед штурмом)  (1957, Staatliche Tretjakow-Galerie)
- Friedensdekret / Декрет о мире (1957, Staatliche Tretjakow-Galerie)
- Dekret über Grund und Boden / Декрет о земле (1957, Staatliche Tretjakow-Galerie)
- Arbeiter / Рабочий (1960)
- Serie von 10 Farbillustrationen zu „Lied von der Heerfahrt Igors“ / Слову о полку Игореве, 1957-1962, die Originale befinden sich im Rostower Regionalmuseum der Schönen Künste, 1963 mit der Übersetzung von W. A. Schukowski illustriert
- Stahlarbeiter / Сталевар, 1966